# 3302-es mellékút (Magyarország)
A 3302-es számú mellékút egy közel 42 kilométer hosszú, négy számjegyű országos közút Borsod-Abaúj-Zemplén vármegye déli részén. A Tisza-tó északi vonzáskörzetében fekvő településeket köti össze egymással, illetve Mezőkövesddel, valamint a 3-as főúttal és az M3-as autópályával.

## Nyomvonala
A 3-as főútból ágazik ki, annak 135+800-as kilométerszelvényénél, Mezőkövesd lakott területének nyugati peremén, ott, ahol a főút elhagyja a régi, a városon átvezető nyomvonalát és ráfordul a mezőkövesdi északi elkerülő félgyűrűre. Első, bő három kilométeres szakasza a város délnyugati elkerülőjét képezi, azt a szakaszt, kiegészülve további bő másfél kilométernyi szakasszal, egészen az M3-as autópálya keresztezéséig, újabban – úgy tűnik – főúttá minősítették át, 331-es számozással, bár az országos közutak térképes nyilvántartását szolgáló kira.gov.hu oldal korábban a 3302-es útszámot is feltüntette ugyanezen szakasznál.
Legelső szakaszán délkeleti irányba indul, majd alig száz méter után kiválik belőle egy út kelet-északkelet felé: ez a 3-as főút régi nyomvonala, amely Mezőkövesd belvárosa felé vezet, és jelenleg a 33 108-as öt számjegyű útszámozást viseli. 1,3 kilométer megtétele után felüljárón keresztezi az út a Hatvan–Miskolc–Szerencs–Sátoraljaújhely-vasútvonalat, majd nem sokkal ezután keletnek fordul. 3,3 kilométer után egy körforgalomhoz ér, amely körforgalomba észak felől, a mezőkövesdi belváros irányából a 33 111-es számú mellékút torkollik be, kelet felé, tovább egyenesen ugyanez az útszám folytatódik, a 3302-es út pedig déli irányban halad tovább.
4,6 kilométer után éri el az M3-as autópálya Mezőkövesd–Borsodivánka-csomópontját – a sztráda fölött felüljárón halad át, az átkötő útágak a 30 517-es, 30 518-as, 30 519-es és 30 521-es számozást viselik –, majd délkeleti irányba fordul. 2022-es állapot szerint a 4+750-es szelvényig tart a 331-es főút kilométer-számozása, a +751-es szelvénytől az út már valóban 3302-es számmal húzódik tovább.
8,7 kilométer megtételét követően lép át Egerlövő közigazgatási területére, a falu lakott területét 11,5 kilométer után éri el. Nagyjából 600 méteren át húzódik a község házai között, Fő út néven, majd ismét külterületen folytatódik. Ott két nagyobb iránytörése következik, majd a másodikkal át is vált Borsodivánka területére, 13,4 kilométer megtétele után.
15,4 kilométer teljesítése után éri el az út Borsodivánka első házait, melyek között a Béke út nevet veszi fel. Hamarosan egy elágazáshoz ér: dél felől itt torkollik bele a Poroszlótól induló 3301-es út, a 3302-es pedig egy rövid szakaszon északi irányban folytatódik, de rövidesen újból visszatér a kelet-délkeleti irányhoz. Kevéssel a 17. kilométere előtt lép ki a község belterületéről, 17,7 kilométer után pedig Négyes területére lép.
Négyes legnyugatibb házait 19,2 kilométer után éri el, a neve ezen a településen – több kisebb-nagyobb iránytörésétől függetlenül – végig Rákóczi utca. 20,6 kilométer után hagyja el a falut, a 21,700-as kilométerszelvényétől pedig már Tiszavalk területén húzódik. E község belterületén a 23-24. kilométerei között halad végig – szintén Fő út néven – majd kevéssel a 25. kilométere után Tiszabábolna határába érkezik. 28,3 kilométer után, majdnem teljesen kelet felé húzódva éri el az észak-déli irányban elnyúló községet, rövid belterületi szakasza a Mezőcsáti út nevet viseli.
30,4 kilométer után ér az út Tiszadorogma területére, mely község belterületét 32,5 kilométer után éri el. A központba érve éles irányváltással északnak fordul, ugyanott kiágazik belőle az ófalu főutcája, amely mintegy 200 méteres szakaszon szintén országos közútként számozódik, 33 104-es útszámmal. A 3302-es út innen az Arany János utca nevet viseli a falu északi széléig, amit a 33,600-as kilométerszelvénye táján ér el. Még több mint négy kilométeren át ezután is tiszadorogmai területen halad, csak a 38. kilométerénél lépi át az útjába eső utolsó település, Ároktő határát.
40,4 kilométer teljesítésénél jár már az út, amikor találkozik Ároktő első házaival, a települési neve itt Petőfi utca. A belterületen több irányváltása is van még, de a fő iránya északnyugati, és a neve sem változik már. A község központjában ér véget, beletorkollva a Nyékládházától induló 3307-es útba, nem messze annak 32. kilométerétől.
Teljes hossza, az országos közutak térképes nyilvántartását szolgáló kira.gov.hu adatbázisa szerint 41,739 kilométer.

## Települések az út mentén
- Mezőkövesd
- Egerlövő
- Borsodivánka
- Négyes
- Tiszavalk
- Tiszabábolna
- Tiszadorogma
- Ároktő